# Hydrosaurus
Hydrosaurus (Kaup, 1828), comunemente noto come idrosauro, drago crestato o lucertola crestata, è un genere di sauri appartenente alla famiglia Agamidae, unico rappresentante della sottofamiglia Hydrosaurinae. Queste lucertole di dimensioni relativamente grandi devono il loro nome alla caratteristica vela presente sulla coda. Sono originarie dell'Indonesia (4 specie) e delle Filippine (1 specie), dove si trovano prevalentemente in prossimità di corsi d'acqua come fiumi e mangrovie. Gli idrosauri sono semiacquatici e capaci di correre per brevi distanze sulla superficie dell'acqua, sfruttando sia i piedi sia la coda per il supporto, in modo analogo ai basilischi. Questi rettili sono considerati a rischio, principalmente a causa della perdita di habitat e delle catture eccessive legate al commercio di animali selvatici.
Nel XIX secolo, il genere era noto come Lophura; tuttavia, nel 1903 Poche osservò che il nome era già stato assegnato a un genere di fagiani. A partire dai lavori di Günther nel 1873, le popolazioni di Sulawesi furono inizialmente classificate come appartenenti alla specie H. amboinensis. Tuttavia, nel 2020, Denzer et al. hanno ridefinito la classificazione, resuscitando le specie H. celebensis e H. microlophus, aumentando così il numero totale di specie da tre a cinque.

## Specie
Attualmente sono riconosciute cinque specie valide, secondo il Reptile Database:
| Specie di Hydrosaurus                                            | Specie di Hydrosaurus | Specie di Hydrosaurus                                                 |
| Nome comune e binomiale                                          | Immagine              | Distribuzione                                                         |
| ---------------------------------------------------------------- | --------------------- | --------------------------------------------------------------------- |
| Idrosauro crestato delle Molucche (Hydrosaurus amboinensis)      |                       | Nuova Guinea occidentale, isola di Ambon e isola di Ceram (Indonesia) |
| Idrosauro crestato nero di Sulawesi (Hydrosaurus celebensis)     |                       | Sulawesi, Indonesia                                                   |
| Idrosauro crestato gigante indonesiano (Hydrosaurus microlophus) |                       | Sulawesi, Indonesia                                                   |
| Idrosauro crestato delle Filippine (Hydrosaurus pustulatus)      |                       | Arcipelago filippino (tranne Palawan)                                 |
| Idrosauro crestato di Weber (Hydrosaurus weberi)                 |                       | Isole di Ternate, Halmahera e Molucche Settentrionali, Indonesia      |